# 2-羟基-5-(4-三氟甲基四氟苄氨基)苯甲酸
2-羟基-5-(4-三氟甲基四氟苄氨基)苯甲酸（商品名：Nelonemdaz）是一种实验性药物，用作自由基削减剂和GRIN2B的选择性拮抗剂。据推测，它对最近经历过中风的人具有神经保护作用。
它可以4-三氟甲基四氟苄溴和5-氨基-2-羟基苯甲酸为原料反应制得。